# Sándor Rózsa
Sándor Rózsa (Röszke, 10 de juliol de 1813 - Gherla, 22 de novembre de 1878). Bandoler hongarès (en hongarès: betyár) de la Gran Plana Hongaresa. La seva vida va inspirar nombrosos escriptors, especialment Zsigmond Móricz i Gyula Krúdy.

## Biografia
Als 23 anys (1836) va ser empresonat a Szeged. Després d'escapar, va escollir la vida de lladre de camins i una sèrie d'actes sagnants van fer que el seu nom fos conegut arreu.
A l'octubre de 1848, en nom del Comitè de Defensa (Honvédelmi Bizottmány), es va unir a la revolució hongaresa de 1848 amb la seva companyia de 150 homes. Amb la seva estranya aparença i peculiar mètode de lluita van tenir èxit, però a causa de la seva indisciplina van ser dissolts.
Després de la derrota de la revolució, es va veure obligat a fugir i va tornar a l'estil de vida anterior. No va ser capturat fins a 1857, quan va ser traït per un dels seus companys. Va ser condemnat a cadena perpètua. Va passar 9 anys a les presons de Kufstein, Maria-Theresiopel (ara Subotica) i Pétervárad, fins que va ser alliberat en una amnistia general el 1868. El mateix any va reprendre les seves activitats delictives, robant autocars i ferrocarrils. Va ser capturat de bell nou el 12 de gener de 1869 i sentenciat a presó per tota la vida. Va morir a la presó de Gherla.

## Sándor Rózsa en la cultura popular
Durant la seva vida es va convertir en una llegenda -fins i tot en l'informe d'un capità de la policia Pandur) on se'l convertia en un heroi idealitzat- i la literatura popular li va atribuir una sèrie d'esdeveniments ficticis. Les seves aventures difoses d'aquesta manera a través de la tradició oral varen ser reelaborades per escriptors com Gyula Krúdy i Zsigmond Móricz. A vegades, fins i tot, atribuint esdeveniments protagonitzats per altres bandolers a Sándor Rózsa.
Per altra banda Sándor Rózsa apareix també en balades populars. La regió de Szeged és on la poesia popular sobre aquest bandoler és més rica. En el segle xx, es cantà en els més diversos àmbits. Una de les balades més conegudes comença amb el vers "El bosc de Bakony està de dol, Sándor Rózsa ha mort" (Bakony erdő gyászban van / Sándor Rózsa halva van).
També és el tema de diversos contes populars que sovint esmenten el seu paper en la lluita per la independència hongaresa i la seva trobada amb Petőfi i Kossuth. Altres vegades s'hi associen temes tradicionals en la literatura popular referida als bandolers.
Una sèrie de televisió hongaresa de 1971 tracta de les seves aventures